# 치아 (식물)

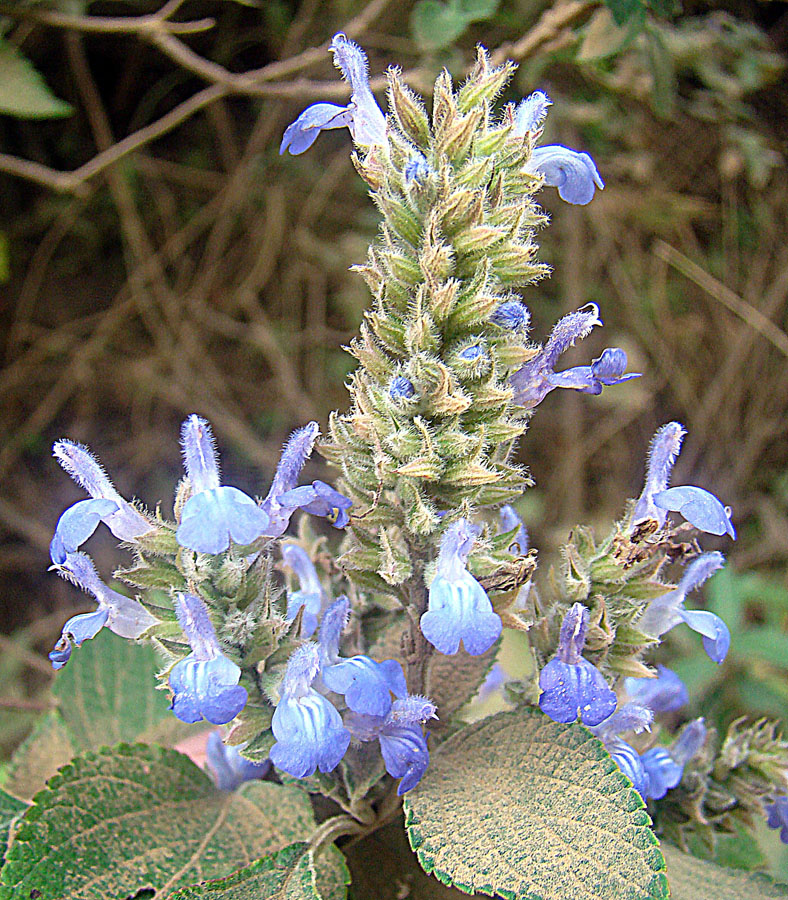

치아(chia, Salvia hispanica)는 멕시코 중남부와 과테말라에 자생하는 박하과에 속하는 현화식물의 종이다. 먹을 수 있는 치아씨를 위해 경작되며 남아메리카, 멕시코 서부, 미국 남서부 지역에서 수세기에 걸쳐 음식으로 흔히 쓰여왔다.
치아는 1.75미터 높이로까지 자라며 잎은 4~8센티미터 길이, 3~5센티미터 너비이다. 꽃은 자주색이나 흰색이다.

## 용어
'치아'라는 용어는 기름진(oily)을 의미하는 나우아틀어 chian에서 온 것이다.[1]

## 씨

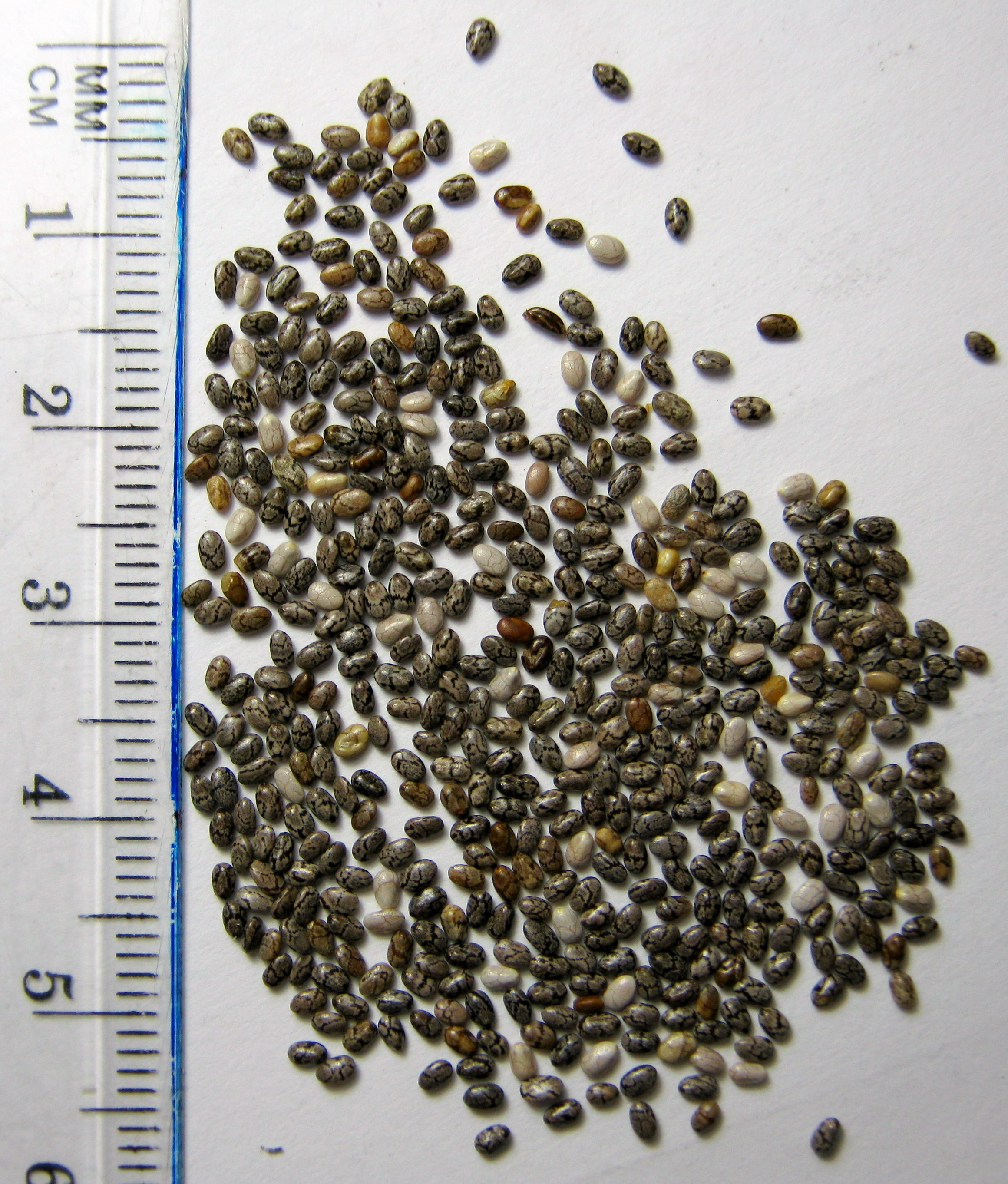
치아씨

치아는 상업적으로 씨를 위해 경작된다.